# 35353 Naďapravcová
35353 Naďapravcová è un asteroide della fascia principale avente un diametro di 3,041 km. Scoperto nel 1997, presenta un'orbita caratterizzata da un semiasse maggiore pari a 2,1813492 au e da un'eccentricità di 0,0204133, inclinata di 5,19867° rispetto all'eclittica.
L'asteroide era stato inizialmente battezzato 35353 Nadapravcová per poi essere corretto nella denominazione attuale.
L'asteroide è dedicato a Naďa Pravcová, figlia dello scopritore.